# Boemondo III d'Antiochia
Boemondo III di Antiochia (1144 – 1201) è stato un principe francese di Antiochia dal 1163 fino alla sua morte.

## Biografia
Boemondo era figlio di Costanza d'Antiochia e del suo primo marito Raimondo di Poitiers. Il padre perse la vita nella battaglia d'Inab il 29 giugno 1149 e sua madre Costanza tenne la reggenza fino alla sua maggiore età. Nel frattempo Costanza aveva contratto un secondo matrimonio con Rinaldo di Châtillon, che governò in qualità di principe di Antiochia fino al 1160 quando fu catturato ad Aleppo, dove rimase prigioniero fino al 1176. Nonostante Boemondo fosse ormai in età per ottenere la reggenza, sua madre Costanza si oppose e fu necessario l'intervento di re Baldovino III di Gerusalemme che dichiarò Boemondo il legittimo erede al principato. Nel 1163, Costanza chiese l'aiuto del Regno armeno di Cilicia per rivendicare la reggenza, ma gli stessi cittadini di Antiochia le si ribellarono costringendola alla fuga e all'esilio. In quello stesso anno, Costanza morì lasciando il pieno controllo del principato al legittimo erede Boemondo.
In qualità di principe di Antiochia, Boemondo marciò nel 1164, insieme alle truppe di Raimondo III di Tripoli alla volta di Harim posta sotto assedio dall'esercito di Norandino; quando costui levò l'assedio dalla città, Boemondo e Raimondo lo inseguirono e nella conseguente battaglia di Harim entrambi caddero prigionieri del nemico.
Re Amalrico I di Gerusalemme tornò dalla sua campagna per l'invasione dell'Egitto per prendere la reggenza del Principato d'Antiochia e grazie al suo intervento e a quello del cognato di Boemondo, l'imperatore bizantino Manuele I Comneno e ad un lauto riscatto, nel 1165 Boemondo venne rilasciato. La liberazione di Boemondo è da spiegarsi innanzitutto con la paura di Norandino di un intervento bizantino in Siria. Proprio per questo motivo lo stesso Boemondo, appena liberato, fece presto visita a Costantinopoli, dove accettò incondizionatamente la richiesta di Manuele di permettere il rientro al patriarca ortodosso di Antiochia, Atanasio II. Ciò avvenne nonostante le rimostranze del patriarca latino Aimerico di Limoges, che abbandonò la città dopo aver proclamato l'interdetto e non tornò più se non dopo la morte di Atanasio nel 1170.

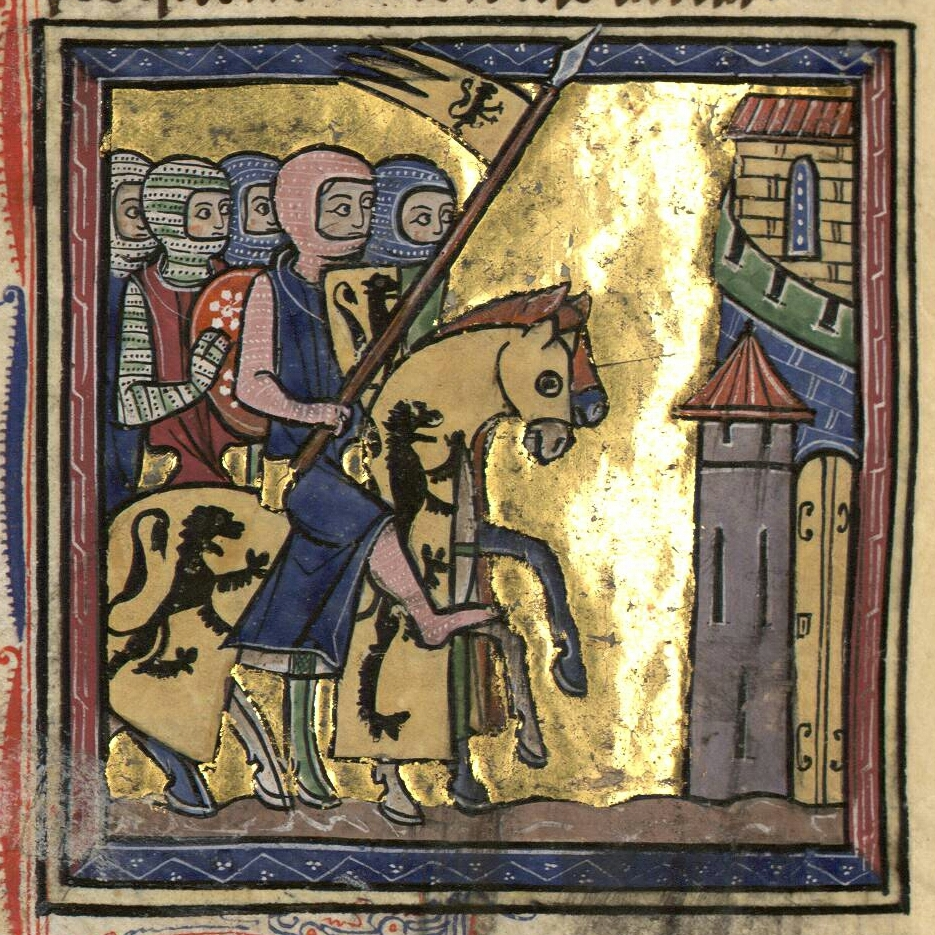
Boemondo e Raimondo III di Tripoli cavalcano verso Gerusalemme

Nel 1166 il futuro imperatore bizantino Andronico I Comneno, allora governatore della Cilicia, giunse ad Antiochia attratto dalle voci sulla bellezza della sorella di Boemondo, Filippa. Tra i due nacque una relazione che suscitò le ire sia di Boemondo che di Manuele I, visto che la donna era sua cognata e per la Chiesa il rapporto amoroso tra i due era considerato incestuoso. Per questo motivo Andronico venne costretto a fuggire a Gerusalemme, dove sedusse anche la regina Teodora Comnena, nipote di Manuele I e moglie di Baldovino III di Gerusalemme.
Nel 1173 Boemondo invase l'Armenia in rappresaglia all'alleanza di Mleh d'Armenia, sovrano del Regno armeno di Cilicia con il suo avversario Norandino. Nel 1177, insieme all'esercito di Raimondo III e di Filippo, Conte delle Fiandre, allora in Terrasanta in pellegrinaggio, assediò nuovamente Harim senza però riuscire a riconquistarla.
Nel 1180 Boemondo e Raimondo III cercarono di influenzare le vicende interne del Regno di Gerusalemme, allora governato da Baldovino IV ammalato di lebbra. Poiché il sovrano di Gerusalemme non aveva eredi, era opportuno che Sibilla di Gerusalemme contraesse seconde nozze con un candidato opportuno ed alleato di Boemondo e Raimondo, che i due alleati individuarono in Baldovino di Ibelin, un nobile cavaliere del regno di Gerusalemme, ma lo stesso Baldovino anticipò le loro mosse facendo sposare sua sorella con Guido di Lusignano.
In quello stesso periodo Boemondo ripudiò sua moglie Teodora Comnena, nipote dell'imperatore Manuele I, da poco deceduto, e sposò una donna di nome Sibilla, la quale, secondo le cronache di Guglielmo di Tiro aveva la cattiva fama di «spia al soldo di Saladino». Per questo motivo, nel 1179 Boemondo venne scomunicato dal patriarca latino Aimerico e la città di Antiochia subì un nuovo interdetto. La situazione divenne tesa, poiché anche la nobiltà non vedeva di buon occhio Sibilla per via dei suoi presunti legami con Saladino, al quale inviava dettagli sulla politica franca. A lui cercò di opporsi il Arcivescovo di Cesarea Eraclio, che venne inviato dalla Chiesa Cattolica nel 1181 per tentare una mediazione insieme alla collaborazione di Rinaldo di Châtillon, Raimondo III, al Gran Maestro dei Cavalieri Templari Arnoldo di Torroja e al Gran Maestro degli Ospitalieri Roger de Moulins, ma le trattative non ebbero seguito e Boemondo scacciò tutti gli emissari.
Nel 1183 Antiochia venne minacciata dall'avanzata di Saladino, con il quale Boemondo fu costretto a stipulare un trattato di pace. Nel contempo acquistò la città di Tarso dal sovrano armeno Ruben III per rendere Antiochia maggiormente difendibile. Intanto, a Gerusalemme la sempre maggiore incapacità di Baldovino IV di sostenere il peso della corona lo indussero a nominare co-reggente al trono il figlio di primo letto di Sibilla, con il titolo di Baldovino V insieme a Raimondo III, sostenuto da gran parte dei nobili del regno e dallo stesso Boemondo. Tuttavia, la morte improvvisa di Baldovino IV e di suo nipote subito dopo nel 1185 impedirono una pronta risposta dei nobili e di Boemondo e Raimondo III al tentativo, riuscito, di ottenere la corona da parte di Sibilla e di suo marito Guido di Lusignano nel 1186. Il regno dei due sposi si rivelò davvero disastroso per Gerusalemme, che cadde sotto l'assalto di Saladino dopo la battaglia di Hattin del 1187. Boemondo non era presente alla sconfitta delle armate cristiane, mentre lo era suo figlio Raimondo che riuscì a fuggire insieme a Raimondo III di Tripoli. Subito dopo la presa di Gerusalemme, Saladino tentò l'invasione di Antiochia che fu sventata solo grazie all'aiuto della flotta normanna di Margarito da Brindisi inviata dal re di Sicilia, Guglielmo II.

Il Vicino Oriente nel 1190, due anni dopo l'assedio di Tiro. La cartina immortala un momento antecedente all'arrivo di Riccardo I d'Inghilterra nella regione, come si desume dal fatto che Cipro rientrava ancora formalmente nel territorio dell'impero bizantino

Il suo alleato di sempre, Raimondo III di Tripoli, perì subito dopo, lasciando come erede al principato di Antiochia il figlio maggiore di Boemondo e suo pupillo, Raimondo. Tuttavia Boemondo ignorò il volere di Raimondo e nominò come erede al titolo di Conte di Tripoli l'altro suo figlio, il futuro Boemondo IV d'Antiochia.
Nel 1190, Boemondo accolse nel suo principato ciò che restava del contingente germanico della terza crociata, che aveva assistito alla morte del loro comandante, l'Imperatore del Sacro Romano Impero Federico Barbarossa, morto durante il viaggio ed i cui resti vennero sepolti proprio ad Antiochia. Boemondo di discostò dalla crociata, in quanto preservò un atteggiamento ondivago temendo la rappresaglia di Saladino e, all'indomani del conflitto, ciò gli permise di continuare a detenere il controllo su Antiochia e sulle terre circostanti fino al porto di San Simeone.
Nel 1194, Boemondo venne fatto prigioniero dal sovrano armeno Leone II d'Armenia, il quale, dopo aver conquistato il castello di Bagras lungo il confine settentrionale del principato di Antiochia, togliendolo dalle mani di Saladino, ricevette la richiesta di restituzione da parte di Boemondo e dei Templari che ne erano i legittimi detentori. Con il pretesto di una trattativa, Leone attirò Boemondo al castello di Bagras facendolo cadere in una trappola e imprigionandolo successivamente a Sis. Durante la prigionia, Boemondo venne costretto a cedere il titolo del principato a Leone II e venne liberato solo grazie all'intercessione del nuovo sovrano del Regno di Gerusalemme, Enrico II di Champagne, con la promessa ulteriore di abbandonare ogni pretesa sul Regno d'Armenia. In aggiunta a ciò, nel 1195 Boemondo fu costretto a rafforzare la sua "alleanza" con il sovrano d'Armenia facendo sposare suo figlio Raimondo con la nipote di Leone II, Alice d'Armenia, figlia di Ruben III d'Armenia.
Boemondo morì nel 1201 e la successione al principato d'Antiochia venne contesa tra suo figlio secondogenito Boemondo IV e Raimondo Rupeno, figlio di Alice d'Armenia e Raimondo IV.

## Discendenza

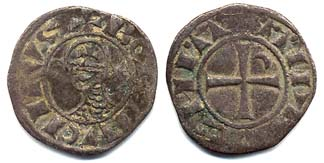
Conio di Boemondo III

Segue un elenco delle consorti e dei rispettivi figli avuti da Boemondo III:
1. Orguilleuse d'Harenc (sposata 1168/1170, m. dopo marzo 1175, divorziati nel 1175 circa)
  1. Raimondo IV di Tripoli (m. 1199), sposò Alice (figlia di Ruben III d'Armenia)
  2. Boemondo IV d'Antiochia (1172 - 1233)
2. Teodora Comnena, figlia di Giovanni Comneno (sposata 1175/1177, divorziati nel 1180)
  1. Constanza di Poitiers, morta giovane
  2. Manuele di Poitiers (1176 - 1211), senza discendenza
3. Sibilla (sposata 1180/1181, divorziati nel 1199 circa)
  1. Alice di Poitiers (m. 1233), sposò nel 1204 Guido I Embriaco, signore di Gibelet (m. 1233 circa)
  2. Guglielmo di Poitiers, fl. 1194
4. Isabella (sposata 1199 circa)
  1. Boemondo di Poitiers, (m. 1244)

## Ascendenza
|                          |                        |                             | Genitori               |  |  | Nonni |  |  | Bisnonni                   |  |  | Trisnonni                |  |
|                          |                        |                             |                        |  |  |       |  |  | Guglielmo VIII d'Aquitania |  |  | Guglielmo V di Aquitania |  |
|                          |                        |                             |                        |  |  |       |  |  | Guglielmo VIII d'Aquitania |  |  | Guglielmo V di Aquitania |  |
|                          |                        | Agnese di Borgogna          |                        |  |  |       |  |  | Guglielmo VIII d'Aquitania |  |  |                          |  |
| Guglielmo IX d'Aquitania |                        |                             |                        |  |  |       |  |  | Guglielmo VIII d'Aquitania |  |  |                          |  |
|                          |                        | Hildegarda di Borgogna      | Roberto I di Borgogna  |  |  |       |  |  |                            |  |  |                          |  |
|                          |                        | Hildegarda di Borgogna      | Roberto I di Borgogna  |  |  |       |  |  |                            |  |  |                          |  |
|                          |                        | Hildegarda di Borgogna      | Ermengarda d'Angiò     |  |  |       |  |  |                            |  |  |                          |  |
| Raimondo di Poitiers     |                        | Hildegarda di Borgogna      |                        |  |  |       |  |  |                            |  |  |                          |  |
|                          |                        | Guglielmo IV di Tolosa      | Ponzio II di Tolosa    |  |  |       |  |  |                            |  |  |                          |  |
|                          |                        | Guglielmo IV di Tolosa      | Ponzio II di Tolosa    |  |  |       |  |  |                            |  |  |                          |  |
|                          |                        | Guglielmo IV di Tolosa      | Almodis de La Marche   |  |  |       |  |  |                            |  |  |                          |  |
| Filippa di Tolosa        |                        | Guglielmo IV di Tolosa      |                        |  |  |       |  |  |                            |  |  |                          |  |
|                          |                        | Emma di Mortain             | Roberto di Mortain     |  |  |       |  |  |                            |  |  |                          |  |
|                          |                        | Emma di Mortain             | Roberto di Mortain     |  |  |       |  |  |                            |  |  |                          |  |
|                          |                        | Emma di Mortain             | Matilde di Montgomery  |  |  |       |  |  |                            |  |  |                          |  |
| Boemondo III d'Antiochia |                        | Emma di Mortain             |                        |  |  |       |  |  |                            |  |  |                          |  |
|                          | Boemondo I d'Antiochia | Roberto il Guiscardo        |                        |  |  |       |  |  |                            |  |  |                          |  |
|                          | Boemondo I d'Antiochia | Roberto il Guiscardo        |                        |  |  |       |  |  |                            |  |  |                          |  |
|                          | Boemondo I d'Antiochia | Alberada di Buonalbergo     |                        |  |  |       |  |  |                            |  |  |                          |  |
| Boemondo II d'Antiochia  | Boemondo I d'Antiochia |                             |                        |  |  |       |  |  |                            |  |  |                          |  |
|                          |                        | Costanza di Francia         | Filippo I di Francia   |  |  |       |  |  |                            |  |  |                          |  |
|                          |                        | Costanza di Francia         | Filippo I di Francia   |  |  |       |  |  |                            |  |  |                          |  |
|                          |                        | Costanza di Francia         | Berta d'Olanda         |  |  |       |  |  |                            |  |  |                          |  |
| Costanza d'Antiochia     |                        | Costanza di Francia         |                        |  |  |       |  |  |                            |  |  |                          |  |
|                          |                        | Baldovino II di Gerusalemme | Ugo I di Rethel        |  |  |       |  |  |                            |  |  |                          |  |
|                          |                        | Baldovino II di Gerusalemme | Ugo I di Rethel        |  |  |       |  |  |                            |  |  |                          |  |
|                          |                        | Baldovino II di Gerusalemme | Melisenda di Montlhéry |  |  |       |  |  |                            |  |  |                          |  |
| Alice di Antiochia       |                        | Baldovino II di Gerusalemme |                        |  |  |       |  |  |                            |  |  |                          |  |
|                          |                        | Morfia di Melitene          | Gabriele di Melitene   |  |  |       |  |  |                            |  |  |                          |  |
|                          |                        | Morfia di Melitene          | Gabriele di Melitene   |  |  |       |  |  |                            |  |  |                          |  |
|                          |                        | Morfia di Melitene          | …                      |  |  |       |  |  |                            |  |  |                          |  |
|                          |                        | Morfia di Melitene          |                        |  |  |       |  |  |                            |  |  |                          |  |